# Parco nazionale delle Samoa americane
Il parco nazionale delle Samoa americane è un parco nazionale situato sul territorio delle Samoa Americane che si sviluppa su tre diverse isole: Tutuila, Ofu, e Ta'u. Autorizzato dal Congresso degli Stati Uniti d'America nel 1988, è stato effettivamente istituito il 9 settembre 1993 dal Dipartimento dei parchi nazionali su terreni affittati per un periodo di 50 anni dai consigli di villaggio samoani. Lo scopo principale del parco è la conservazione delle risorse naturali uniche delle Samoa, in particolare le barriere coralline e le foreste pluviali tropicali. Ciò consente inoltre varie attività fisiche come snorkeling e immersioni subacquee. Copre una superficie di circa 36 chilometri quadrati, di cui 10 di area marittima.